# Parañaque

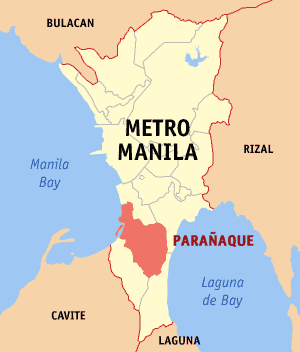
Bản đồ khu đô thị Manila với vị trí của Parañaque

Parañaque là một thành phố của Philippines và là một trong thành phố và huyện của vùng đô thị Manila. Parañaque là một đô thị được thành lập từ năm 1572 và là một thương cảng quan trọng hay được các thương nhân Trung Quốc, Ấn Độ, Mã Lai lui tới. Năm 1998, Parañaque được công nhận là một thành phố. Parañaque rộng 47,69 km², có 449.811 dân (năm 2000), có 16 phường, và có hai khu bầu cử hạ viện. Nhà ga số 1 của Sân bay quốc tế Ninoy Aquino nằm trong địa phận của thành phố này.
Website chính thức của thành phố Parañaque là http://www.paranaque.gov.ph Lưu trữ ngày 18 tháng 11 năm 2013 tại Wayback Machine.